# Тьеполо, Никколо
Никколо ди Франческо Тье́поло (итал. Niccolò di Francesco Tièpolo: ум. 1551) — венецианский поэт, дипломат и государственный деятель. В 1506 году защитил перед папой Юлием 5000 положений (тезисов), за что получил диплом доктора.
Подеста Брешии в 1522 (или 1525) году, Падуи — в 1528 году, провёл реформы в Падуанском университете. Был послом Республики к Клименту VII (1523), на коронации Карла V в Болонье (1530), к Павлу III (1534), Карлу V (1536 и 1542). Исполнял дипломатические миссии в Ницце, Стамбуле и Женеве.
Был в близкой дружбе с Ариосто и Бембо. Поэтические произведения Тьеполо напечатаны в сборнике «Giolito» (Венеция, 1547); доклад о посольстве в Болонью хранится в рукописи в Библиотеке Святого Марка; доклад о миссии в Ниццу напечатан в «Tesoro politico».

## Комментарии
1. ↑  Встречаются также варианты Nicolò и Nicole.